# Nedre Nävertjärnen
Nedre Nävertjärnen är en sjö i Sollefteå kommun i Ångermanland och ingår i Ångermanälvens huvudavrinningsområde.